# Jens Jochumsen
Jens Jochumsen (født 24. juli 1803 på Glumsø Vestergård nordøst for Næstved, død 22. januar 1876 sammesteds) var en dansk fæstebonde og politiker.
Jochumsen var søn af gårdfæster Jochum Jensen. Han bestyrede sin fædrende gård for sin mor fra 1820 til 1832, hvor han selv fik gården i fæste. Han købte gården til arvefæste i 1858.
Han var medlem af Folketinget valgt i Præstø Amts 3. valgkreds (Næstvedkredsen) fra 1852 til 1858, hvor han tabte valget til gårdfæster Jens Andersen fra Skelby.